# Molokini
Molokini je jeden z Havajských ostrovů. Leží v průlivu Alalakeiki mezi ostrovy Maui a Kahoolawe. Molokini má tvar půlměsíce a rozlohu 9,3 hektaru. Nejvyšší bod dosahuje 49 metrů nad mořem. Ostrov je tvořen částí kráteru sopky, která byla aktivní asi před 230 000 lety. Laguna je chráněna před vlnobitím a má mimořádně průzračnou vodu, takže je oblíbeným místem pro potápění. V roce 1977 bylo Molokini vyhlášeno chráněným územím. Hnízdí zde buřňák Bulwerův, v moři žije 250 druhů ryb, např. bodlok žlutý nebo bičonoš zobanovitý. Endemickou rostlinou je šrucha Portulaca molokinensis. Lodě nesmějí v blízkosti ostrova kotvit, aby nepoškodily vzácné korály. Také na samotný ostrov je vstup možný jen na zvláštní povolení.
Legenda o vzniku ostrova vypráví o gekoní bohyni Mo'o, která se zamilovala do stejného muže jako bohyně ohně Pele. Žárlivá Pele svou sokyni roztrhla vejpůl a nechala zkamenět. Z ocasu vznikl ostrov Molokini a z těla s hlavou hora Pu'u Olai na pobřeží Maui.